# Paul Eddington
Paul Eddington, CBE, (Londen, 18 juni 1927 - aldaar, 4 november 1995) was een Engels acteur die internationaal succes boekte. Hij woonde zijn hele leven in de stad Londen. Hij was getrouwd met Patricia Scott en had drie zoons en een dochter.
Hij werd internationaal bekend door zijn onderkoeld-humoristische spel als Jerry Leadbetter in de komedieserie The Good Life en vooral als minister James Hacker in de politieke satire Yes, Minister en het vervolg Yes, Prime Minister. Hij werd daarvoor vier keer genomineerd voor een BAFTA, maar de prijs ging alle vier keer naar Nigel Hawthorne, zijn tegenspeler in de serie.
Eddington leed tientallen jaren (sinds zijn 28e) aan de zeldzame aandoening cutaan t-cellymfoom, een meestal maar zeer langzaam progressieve maar uiteindelijk wel fatale vorm van huidkanker, die in 1995 plots verergerde en waaraan hij later dat jaar overleed. Een paar weken voor zijn dood gaf hij een openhartig interview voor de televisie.

## Filmografie (selectie)
Speelfilms
- 1959 - Jet Storm
- 1963 - Ring of spies
- 1968 - The Devil Rides Out
- 1972 - The Amazing Mr Blunden
- 1973 - Baxter!

Televisiefilms en -series
- 1967 - The Prisoner
- 1975 - The Good Life
- 1980 - Yes Minister
- 1986 - Yes, Prime Minister
- 1986 - The Murder at the Vicarage
- 1992 - The Camomile Lawn
- 1995 - The adventures of Mole